# 乜尔寺
乜尔寺，位于中国青海省互助县威远镇李家湾村，为青海省市县级文物保护单位，公布日期为1999年12月13日，类型为古建筑。
乜尔寺的历史年代为元。